# Come Taste the Band
Come Taste the Band jest kolejnym albumem zespołu Deep Purple, zawierał muzykę typu soul, rock, funk. Nagrany między 3 sierpnia a 1 września 1975, wydany został w październiku 1975. Był jedynym studyjnym albumem z udziałem Tommy’ego Bolina, który zmienił Ritchiego Blackmore’a na gitarze prowadzącej. Kiedy Ritchie opuścił Deep Purple wszyscy myśleli, że to koniec zespołu. To David Coverdale namówił Jona Lorda aby utrzymać zespół i wtedy dołączył do nich Tommy Bolin (zmarł w grudniu 1976 po przedawkowaniu narkotyków), który został nowym "bohaterem gitary".
Kilka miesięcy po nagraniu tego albumu, Deep Purple rozpadł się na 8 lat.

## Lista utworów
| 1. | "Comin' Home" (Bolin, Coverdale, Paice)  | 3:55  |
|    |                                          |       |
| 2. | "Lady Luck" (Cook, Coverdale)            | 2:48  |
|    |                                          |       |
| 3. | "Gettin' Tighter" (Bolin, Hughes)        | 3:37  |
|    |                                          |       |
| 4. | "Dealer" (Bolin, Coverdale)              | 3:50  |
|    |                                          |       |
| 5. | "I Need Love" (Bolin, Coverdale)         | 4:23  |
|    |                                          |       |
| 6. | "Drifter" (Bolin, Coverdale)             | 4:02  |
|    |                                          |       |
| 7. | "Love Child" (Bolin, Coverdale)          | 3:08  |
|    |                                          |       |
| 8. | a)"This Time Around (Hughes, Lord)       | 6:10  |
|    | b)"Owed to 'G'" (instrumental) (Bolin)   |       |
| 9. | "You Keep on Moving" (Coverdale, Hughes) | 5:19  |
|    |                                          |       |
|    |                                          | 37:12 |
|    |                                          |       |

## Skład zespołu
- David Coverdale – śpiew
- Tommy Bolin – gitara, śpiew (1,4), gitara basowa (1; Glenn Hughes znajdował się wtedy w ośrodku odwykowym)
- Jon Lord – Organy Hammonda, instrumenty klawiszowe, gitara basowa (8), śpiew (1)
- Glenn Hughes – gitara basowa, śpiew
- Ian Paice – perkusja